# Vallecorsa
Vallecorsa è un comune italiano di 2 334 abitanti della provincia di Frosinone nel Lazio, nella media Valle Latina.

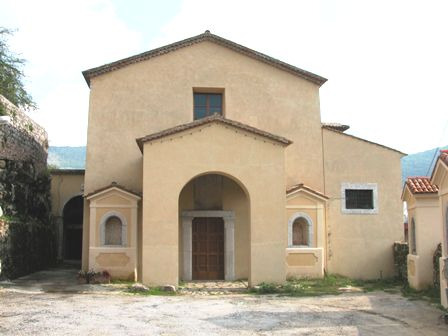
Chiesa di Santa Maria delle Grazie: qui venne girata la scena principale del film La Ciociara

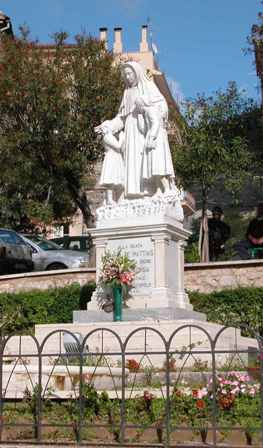
Monumento a Santa Maria De Mattias

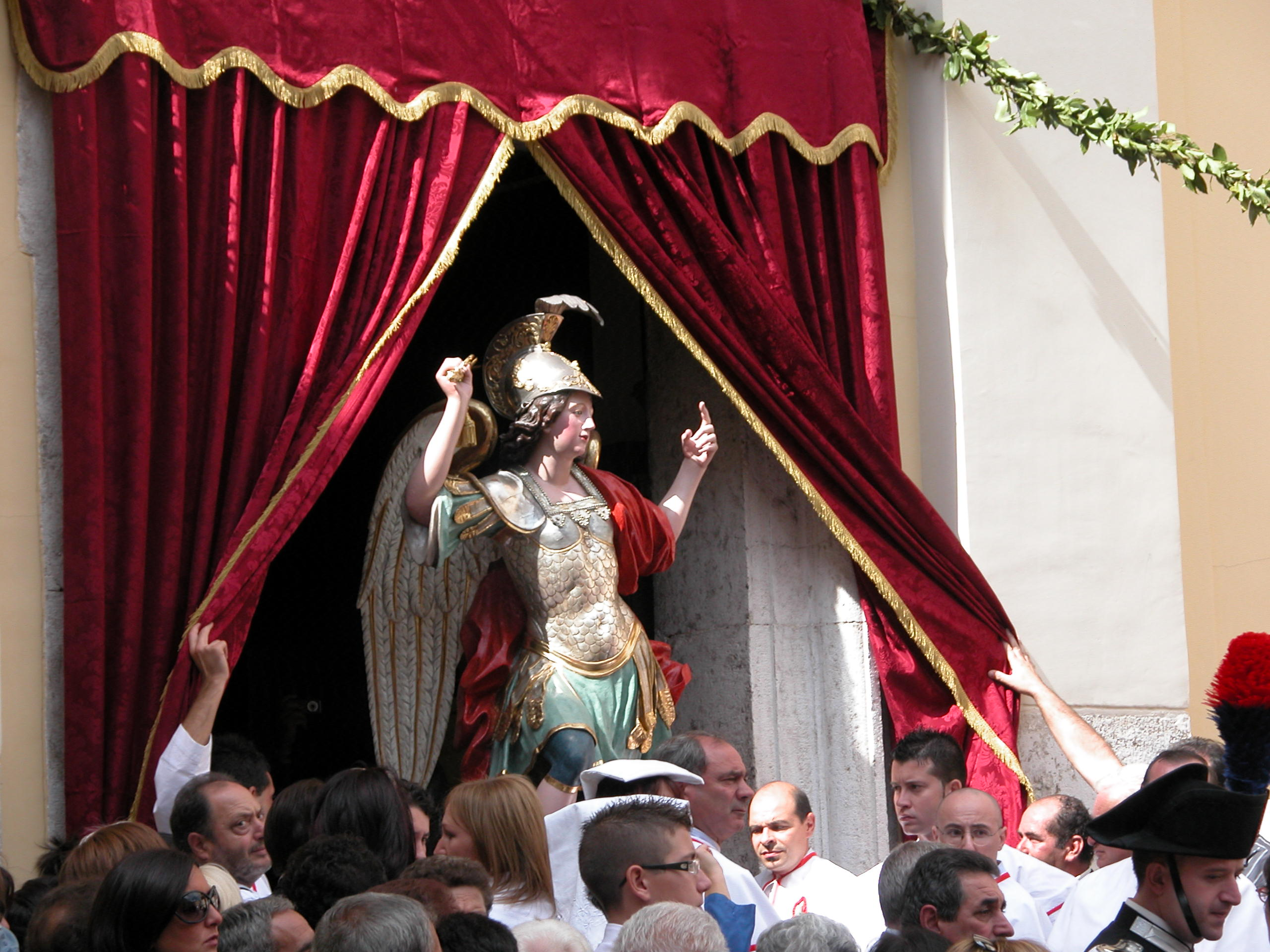
Uscita della statua di San Michele, santo patrono di Vallecorsa

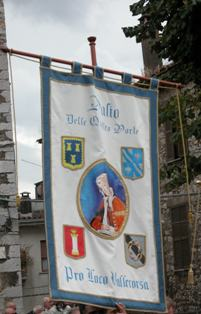
Drappone del Palio delle Quattro Porte

## Geografia fisica

### Territorio
Il centro abitato si erge su una collina ai piedi del Monte Calvilli nei Monti Ausoni. Ricca di uliveti, è caratterizzata da terrazzamenti costruiti su muri a secco: le "macére", adubiti appunto alla coltura di questi. Un'opera unica nel suo genere, formata da centinaia di chilometri che si distribuiscono lungo tutta la superficie collinare circondante l'abitato, testimonianza dell'operosità che contraddistingue il popolo vallecorsano.
Questa particolarità è stata riconosciuta, con l'inserimento delle "macére" nei 123 siti del registro nazionale dei paesaggi rurali storici promosso da FAI, Consiglio d'Europa e Unesco, nel 2011 . Un'opera dedicata all'integrazione tra opera umana e natura nel corso dei secoli, testimoniando la necessità di salvaguardare e tutelare il paesaggio rurale del territorio. A seguito di ciò, il comune di Vallecorsa insieme ad una cooperativa locale (La Carboncella) ha redatto un dossier presentandolo al Ministero delle politiche agricole e forestali, che ne ha decretato l'inserimento nel Registro dei Paesaggi Storici Rurali d'Italia, denominato "Oliveti terrazzati di Vallecorsa" con D.M. n. 12869 del 02/05/2017.

### Clima
- Classificazione climatica: zona D, 1786 GR/G

## Storia
Vallecorsa è situata nel territorio degli antichi Volsci, cadde poi sotto la dominazione romana. Con la caduta dell'Impero Romano entrò a far parte del Regno Longobardo meridionale, che, forse, portò o rinvigorì il culto di San Michele. Citazioni con la denominazione di Valis cursae, Valle de cursa, le troviamo in diversi documenti dell'XI secolo, ma già i primi accenni sono già presenti attorno al IX-XI secolo. All'epoca il comune aveva una definizione urbanistica quasi corrispondente a quella attuale, con un castello e una cinta muraria ben definiti. L'abitato, compreso poi nel territorio dello Stato della Chiesa, ne seguì le vicende storiche. Conobbe un ampliamento oltre la cinta muraria in coincidenza delle diverse dominazioni (Normanni, Francesi, Spagnoli) o del mutare delle signorie locali (Dell'Aquila, Caetani, Colonna), o dell'arrivo di profughi provenienti dai castelli abbandonati di Ambrifi e Acquaviva (XVI secolo).
Nel XIX secolo Vallecorsa vide la nascita della sua cittadina più illustre, santa Maria De Mattias (il 4 febbraio 1805, morta poi a Roma il 20 agosto 1866) che fu una religiosa italiana, fondatrice della congregazione delle Suore Adoratrici del Sangue di Cristo; ella, ispirandosi anche all'opera di san Gaspare del Bufalo, fondò nella cittadina un convento. Nel 2003 è stata proclamata santa da papa Giovanni Paolo II.
Nel periodo storico del brigantaggio, anche Vallecorsa fu colpita d'allora dilagante fenomeno che cercò di essere contrastato anche proprio grazie alla figura di san Gaspare del Bufalo che si adoperò personalmente e con la sua congregazione per rievangelizzare e restaurare la fede nei territori dello Stato Pontificio, in particolare nelle campagne.
Con l'unificazione d'Italia, Vallecorsa entrò a far parte del nuovo regno.
Nella seconda guerra mondiale, durante il passaggio del fronte nella zona, gli abitanti del comune di Vallecorsa subirono diversi episodi riferibili alle marocchinate, stupri di massa compiuti dalle truppe algerine all'interno del contingente alleato francese. Nello specifico, queste violenze andarono a colpire il locale convento delle suore del Preziosissimo Sangue, fatti che portarono il totale delle donne stuprate nel solo comune a 101. Per queste sofferenze, nel 2003, il comune di Vallecorsa è stato insignito della Medaglia d'oro al merito civile per decreto del presidente della Repubblica.

### Simboli
Stemma
Lo stemma è composto da tre torri d'oro in campo azzurro chiaro, sormontate da un cuore di colore rosso.
Gonfalone
«Il gonfalone è a liste di taffettà rosse, bianche e verdi, disposte verticalmente l'una dopo l'altra in modo da formare dodici fasce: 4 verdi, 4 bianche e 4 rosse, simboleggianti i 12 rioni nei quali era suddiviso il centro abitato. Il gonfalone porta dipinto lo stemma… sormontato da una corona baronale di colore aureo e sulle bande verticali di colore verde, rosso e bianco figura la scritta Comune di Vallecorsa di colore aureo.»

## Monumenti e luoghi d'interesse

### Architetture religiose
- Chiesa di San Martino
- Chiesa di San Michele Arcangelo[8]
- Chiesa di Santa Maria delle Grazie
- Chiesa di Sant'Antonio

### Architetture militari
- Castello di Acquaviva

### Architetture civili
- Scalinata dell'Arelle
- Casa di Santa Maria de Mattias
- Monumento a Santa Maria de Mattias
- Porta Missoria
- Porta de Suso
- Porta Sant'Antonio (detta anche Porta Sant'Angelo)
- Pozzi delle prata

### Altro
- Monumento ai caduti
- Monumento alle vittime civili di guerra

## Società

### Evoluzione demografica
Abitanti censiti

### Lingue e dialetti
Il dialetto della cittadina è il laziale meridionale.

### Tradizioni e folclore
Festa di san Marco - Processione delle Pupette
Schiere di bambini e bambine si recano nella chiesa matrice di San Martino per la messa in onore di San Marco muniti dei dolci tipici a forma di "cervo", per i bambini, a forma di "pupetta", per le bambine. Dopo la messa si svolge una processione lungo il centro storico che si conclude in piazza Plebiscito (nei pressi di Porta Nova) dove viene impartita la benedizione ai dolci e ai campi. Solo allora i bambini potranno mangiare i loro cervi e le loro pupètte. Si tratta di una festa dai chiari riferimenti atavici della religiosità, che la tradizione cristiana ha ereditato e fatto propri. Si collega agli antichi riti propiziatori, di iniziazione , della fertilità e del ringraziamento. 25 aprile
Processioni penitenziali del Venerdì Santo
Le processioni sono accompagnate dal suono mesto delle "terle" che sostituiscono le campane durante la settimana santa. Rito risalente al medioevo, la terla è uno strumento di legno con una o più ruote dentate, montate su un perno e una tavoletta che sbattendo produce un rumore secco e fragoroso.
Processione alla croce a monte
Sabato pomeriggio prima della domenica di Pasqua.
Fuochi del Sabato Santo
Tradizione antichissima, un rito risalente al Medioevo. L'accensione dei fuochi, veri e propri giganteschi falò, avviene con il metodo per percussione: con un braccialetto di metallo (l'acciaino) si percuote una pietra focaia che producendo scintille accende la stoppa. Solo allora il fuoco può accendere la montagna di legni, tronchi e vecchi mobili per uno spettacolo che dura fino a tarda notte.
Infiorata e processione del Corpus Domini
L'Infiorata è uno degli appuntamenti più importanti dell'anno. Si tiene in occasione della festa del Corpus Domini e coinvolge l'intera cittadinanza nella organizzazione e realizzazione. Le ultime edizioni si sono caratterizzate per il forte impatto artistico attraverso la realizzazione di quadri fiorati che prendono spunto da opere d'arte di tema religioso. Dalle 21 del sabato sera il centro storico si riempie di infioratori che fino all'alba colorano i vicoli, le piazze e le strade, dando sfogo alla loro vena artistica.
Al mattino la messa in San Martino e la processione lungo il paese coronano una due giorni all'insegna della tradizione, dell'arte e della fede. (giugno)
Palio di Jacobella
In onore di Jacobella Cajetani: le quattro contrade (Porta Nova, Porta de Suso, Porta de Missore, Porta Sant'Angelo) si sfidano per la conquista del Palio di Jacobella
- Festa della Madonna del Rosario, ultima domenica d'Agosto:
- Ritorno dei pellegrini da Monte Gargano, 31 agosto
- Festa della Madonna della Sanità

Quarta domenica di luglio
- Festa del santo patrono san Michele arcangelo, 29 settembre

## Cultura

### Istruzione

#### Musei
- Museo dell'arte del ricamo

### Cinema
Nel 1950 Giuseppe De Santis girò alcune scene del suo film Non c'è pace tra gli ulivi a Vallecorsa in mezzo agli uliveti della contrada Cuicchi. Le immagini in questione sono quelle relative al finale in cui i carabinieri cercano di arrestare Francesco Dominici Raf Vallone e terminano con la caduta di Agostino Folco Lulli su una rupe. Sullo sfondo appare il monte Civitella che fronteggia il paese.
Nel 1960 il regista Vittorio De Sica girò la scena principale del suo capolavoro La ciociara (Premio Oscar con Sophia Loren) proprio a Vallecorsa presso la Chiesa di Santa Maria delle Grazie. La scena è quella dello stupro di Rosetta e di Cesira nella chiesa suddetta ad opera dei reparti militari marocchini. Le scene girate a Vallecorsa sono quelle esterne alla chiesa. L'interno della chiesa è invece quello di San Francesco d'Assisi di Fondi.

## Economia
Di seguito la tabella storica elaborata dall'Istat a tema Unità locali, intesa come numero di imprese attive, ed addetti, intesi come numero di addetti delle imprese locali attive (valori medi annui).
|            | 2015                  |                              |                            |                |                       |                     | 2014                  |                | 2013                  |                |
| ---------- | --------------------- | ---------------------------- | -------------------------- | -------------- | --------------------- | ------------------- | --------------------- | -------------- | --------------------- | -------------- |
|            | Numero imprese attive | % Provinciale Imprese attive | % Regionale Imprese attive | Numero addetti | % Provinciale Addetti | % Regionale Addetti | Numero imprese attive | Numero addetti | Numero imprese attive | Numero addetti |
| Vallecorsa | 150                   | 0,45%                        | 0,03%                      | 246            | 0,23%                 | 0,02%               | 155                   | 263            | 150                   | 245            |
| Frosinone  | 33.605                |                              | 7,38%                      | 106.578        |                       | 6,92%               | 34.015                | 107.546        | 35.081                | 111.529        |
| Lazio      | 455.591               |                              |                            | 1.539.359      |                       |                     | 457.686               | 1.510.459      | 464.094               | 1.525.471      |

Nel 2015 le 150 imprese operanti nel territorio comunale, che rappresentavano lo 0,45% del totale provinciale (33.605 imprese attive), hanno occupato 246 addetti, lo 0,23% del dato provinciale; in media, ogni impresa nel 2015 ha occupato un addetto (1,64).

## Infrastrutture e trasporti

### Ferrovie
|  | È raggiungibile dalla stazione di Castro-Pofi-Vallecorsa. |

## Amministrazione
Nel 1927, a seguito del riordino delle circoscrizioni provinciali stabilito dal regio decreto n. 1 del 2 gennaio 1927, per volontà del governo fascista, quando venne istituita la provincia di Frosinone, Vallecorsa passò dalla provincia di Roma a quella di Frosinone.

### Gemellaggi
- Bolesławiec[11]

### Altre informazioni amministrative
- Fa parte della Comunità montana Monti Lepini, Ausoni e Valliva
- Fa pare dell'Associazione nazionale città dell'olio.